# Selectionsort
Selectionsort (englisch selection ‚Auswahl‘ und englisch sort ‚sortieren‘) ist ein einfacher („naiver“) Sortieralgorithmus, der in-place arbeitet und in seiner Grundform instabil ist, wobei er sich auch stabil implementieren lässt. Die Komplexität von Selectionsort ist {\displaystyle {\mathcal {O}}(n^{2})} (Landau-Notation). Alternative Bezeichnungen des Algorithmus sind MinSort (von Minimum) bzw. MaxSort (von Maximum), Selectsort oder ExchangeSort (AustauschSort).

## Prinzip
Sei S der sortierte Teil des Arrays (vorne im Array) und U der unsortierte Teil (dahinter). Am Anfang ist S noch leer, U entspricht dem ganzen (restlichen) Array. Das Sortieren durch Auswählen läuft nun folgendermaßen ab:
Suche das kleinste Element in U und vertausche es mit dem ersten Element von U (= das erste Element nach S).
Danach ist das Array bis zu dieser Position sortiert. Das kleinste Element wird in S verschoben (indem S einfach als ein Element länger betrachtet wird, und U nun ein Element später beginnt). S ist um ein Element gewachsen, U um ein Element kürzer geworden. Anschließend wird das Verfahren so lange wiederholt, bis das gesamte Array abgearbeitet worden ist; S umfasst am Ende das gesamte Array, aufsteigend sortiert, U ist leer.

### Alternativen
Analog kann statt des kleinsten Elements das größte in U gesucht werden, was zu einer absteigenden Sortierreihenfolge führt. Auch kann U nach vorne und S nach hinten gelegt werden, was ebenfalls die Sortierreihenfolge umkehrt.
Zudem existieren auch Ansätze, in denen beide Varianten (MinSort und MaxSort) gemeinsam arbeiten; es gibt einen S-Bereich vorne und einen S-Bereich hinten, U liegt dazwischen. Während eines Durchlaufes werden das größte und das kleinste Element in U gesucht und dieses dann jeweils an den Anfang bzw. an das Ende von U gesetzt. Dadurch erreicht man in der Regel eine Beschleunigung, die jedoch meist nicht den Faktor 2 erreicht. Diese Variante wird gelegentlich „Optimized Selection Sort Algorithm“ (OSSA) genannt.

## Formaler Algorithmus
Der Algorithmus sieht im Pseudocode so aus:
```
prozedur SelectionSort( A : Liste sortierbarer Elemente )
  hoechsterIndex = Elementanzahl( A ) - 1
  einfuegeIndex = 0
  wiederhole
    minPosition = einfuegeIndex
    für jeden idx von (einfuegeIndex + 1) bis hoechsterIndex wiederhole
      falls A[ idx ] < A[ minPosition ] dann
          minPosition = idx
      ende falls
    ende für
    vertausche A[ minPosition ] und A[ einfuegeIndex ]
    einfuegeIndex = einfuegeIndex + 1
  solange einfuegeIndex < hoechsterIndex
prozedur ende
```

Beispiel-Implementierung des Algorithmus in BASIC:
```
Procedure
 
SelectionSort
 
(
 
Dim
(
1
)
 
A
 
:
 
Double
 
)

  
Integer
 
:
 
Elemente
,
 
Ia
,
 
Small
,
 
Ib
,
 
MaxIndex

  
Double
 
:
 
TMP

 

  
Elemente
 
=
 
Count
(
 
A
 
)

  
If
 
Elemente
 
<
 
2
 
Then
 
Return

  
MaxIndex
 
=
 
Elemente
 
-
 
1

  
For
 
Ia
 
=
 
0
 
To
 
(
MaxIndex
 
-
 
1
)

    
Small
 
=
 
Ia

    
For
 
Ib
 
=
 
(
Ia
 
+
 
1
)
 
To
 
MaxIndex

      
If
 
A
(
Small
)
 
>
 
A
(
Ib
)
 
Then
 
Small
 
=
 
Ib

    
Next
 
Ib

    
TMP
 
=
 
A
(
Ia
)

    
A
(
Ia
)
 
=
 
A
(
Small
)

    
A
(
Small
)
 
=
 
TMP

  
Next
 
Ia

Return

```

## Beispiel

Der Algorithmus muss jedes Mal den unsortierten Teil des Felds durchlaufen, um das kleinste Element zu finden.

Es soll ein Array mit dem Inhalt {\displaystyle [4|2|1|6|3|5]} sortiert werden. Rot eingefärbte Felder deuten eine Tauschoperation an, blau eingefärbte Felder liegen im bereits sortierten Teil des Arrays.
| 4 | 2 | 1 | 6 | 3 | 5 |

| 1 | 2 | 4 | 6 | 3 | 5 |

| 1 | 2 | 4 | 6 | 3 | 5 |

| 1 | 2 | 3 | 6 | 4 | 5 |

| 1 | 2 | 3 | 4 | 6 | 5 |

| 1 | 2 | 3 | 4 | 5 | 6 |

## Komplexität
Um ein Array mit {\displaystyle n} Einträgen mittels SelectionSort zu sortieren, muss {\displaystyle n-1}-mal das Minimum bestimmt und ebenso oft getauscht werden.
Bei der ersten Bestimmung des Minimums sind {\displaystyle n-1} Vergleiche notwendig, bei der zweiten {\displaystyle n-2} Vergleiche usw.
Mit der gaußschen Summenformel erhält man die Anzahl der notwendigen Vergleiche:
{\displaystyle (n-1)+(n-2)+\dotsb +3+2+1={\frac {(n-1)\cdot n}{2}}={\frac {n^{2}}{2}}-{\frac {n}{2}}}
Da das erste Element {\displaystyle n-1} ist, entspricht die exakte Schrittzahl nicht genau der Darstellung der Gaußformel {\displaystyle n+(n-1)+\dotsb +2+1={\tfrac {n\cdot (n+1)}{2}}}.
SelectionSort liegt somit in der Komplexitätsklasse {\displaystyle {\mathcal {O}}(n^{2})}.
Da zum Ermitteln des Minimums immer der komplette noch nicht sortierte Teil des Arrays durchlaufen werden muss, benötigt SelectionSort auch im „besten Fall“ {\displaystyle {\tfrac {n\cdot (n-1)}{2}}} Vergleiche.